# Leucania transabaikalensis
Leucania transabaikalensis là một loài bướm đêm trong họ Noctuidae.